# Hôtel du Palais

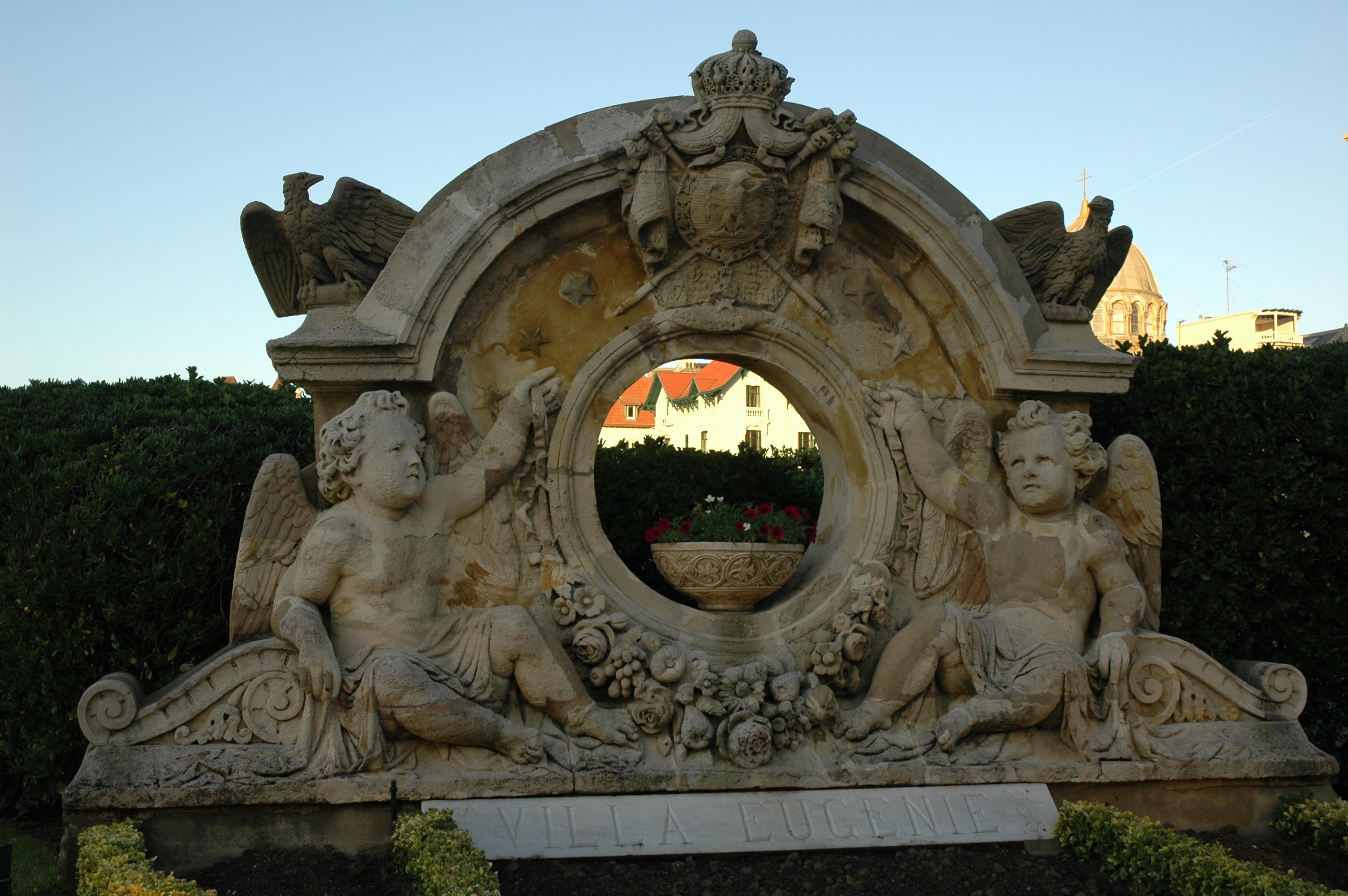
Vestigio original de la Villa Eugenia, a
la entrada del parque del Hôtel du Palais.

El Hôtel du Palais es un palacio-hotel de lujo situado en la ciudad de Biarritz, en el departamento francés de Pirineos Atlánticos. Las fachadas y tejados aparecen como monumentos históricos por orden de 24 de diciembre de 1993.

## Uso
El edificio fue originalmente la residencia de verano de la emperatriz Eugenia de Montijo, esposa de Napoleón III. Fue construido en 1854 y su estilo puede ser señalado tanto como de Segundo Imperio (porque el estilo Segundo Imperio, también llamado Napoleón III, era en sí mismo un estilo que recreaba los estilos del pasado, incluso con eclecticismo, siendo este edificio además construido en esa misma época) o, más precisamente, como neo-Luis XIII (ya que directamente recrea el estilo Luis XIII). Por entonces conocido como Villa Eugenie, mantuvo ese nombre hasta 1893, cuando se transformó en un hotel y cambió su nombre a Hôtel du Palais. Actualmente tiene 5 estrellas y en mayo de 2011 se le otorgó la "Distinción Palace".

## Historia
La villa fue la residencia de verano de la emperatriz Eugenia. En julio de 1854, Napoleón III decidió construir una casa en Biarritz, probablemente a petición de la emperatriz. Se prefiere a Hippolyte Durand, arquitecto del departamento de Bajos Pirineos, para construir el edificio. 
En relación con el nombre de la emperatriz, el edificio tiene la forma de una E (1905). Construido en diez meses de 1854, se inauguró en 1855. Es anfitrión de grandes fiestas a las que asistía todo el Gotha europeo.
En 1859, fue nombrado arquitecto Auguste Ancelet para ampliarlo pero tras el nombramiento de Ancelet como arquitecto del Palacio de Compiègne en 1864, fue reemplazado por Auguste Lafollye que construyó un establo, cuadras y un ático sobre la planta superior para las habitaciones de la servidumbre en 1867.
La villa pasó a ser propiedad exclusiva de la emperatriz tras la muerte de Napoleón III en 1873. Eugenia la vendió al Banco de la Unión de París en 1880. Se convierte primero en un hotel-casino, el "Palais Biarritz", y en un hotel en 1893.
Todavía era una cita de prestigio que recibe a la realeza, como la reina Victoria, o la Emperatriz Isabel de Austria, más conocida por el apodo de Sissi.
Destruido por un incendio el 1 de febrero de 1903, el edificio fue reconstruido de 1903 a 1905 con un ala adicional en la planta en "E" y se convierte en un hotel de lujo con 120 habitaciones y 33 suites.
El arquitecto Edward John Niermans, autor de esta reconstrucción conserva los muros exteriores, aprovechando las fachadas arquitectónicas de estilo Luis XIII. El nuevo edificio, sin embargo, es muy moderno, construido en hormigón armado con una decoración plateada. El interior, incluyendo la sala del comedor está diseñado por Niermans, los frescos murales con el tema de Jason y el vellocino de oro, se deben al pintor Paul Gervais.
Hasta la fecha, este es uno de los más prestigiosos hoteles de Biarritz y de Francia, y la decoración recuerda el esplendor de la pareja imperial.
Desde mayo de 2011, el Hotel Palace es una de las ocho escuelas francesas, y uno de la Costa Atlántica, en disfrutar de la etiqueta oficial "Distinción Palace", otorgado por un jurado presidido por el ministro de Turismo.

## Características
- 154 habitaciones y suites, de 152 m² 177 m², con vistas al océano Atlántico.
- 3 restaurantes.
- El Bar Imperial.
- Imperial Guerlain Spa con gimnasio y con piscina climatizada de agua de mar, sauna, spa, campo de golf.
- Acceso directo a la playa.

## Galería de imágenes

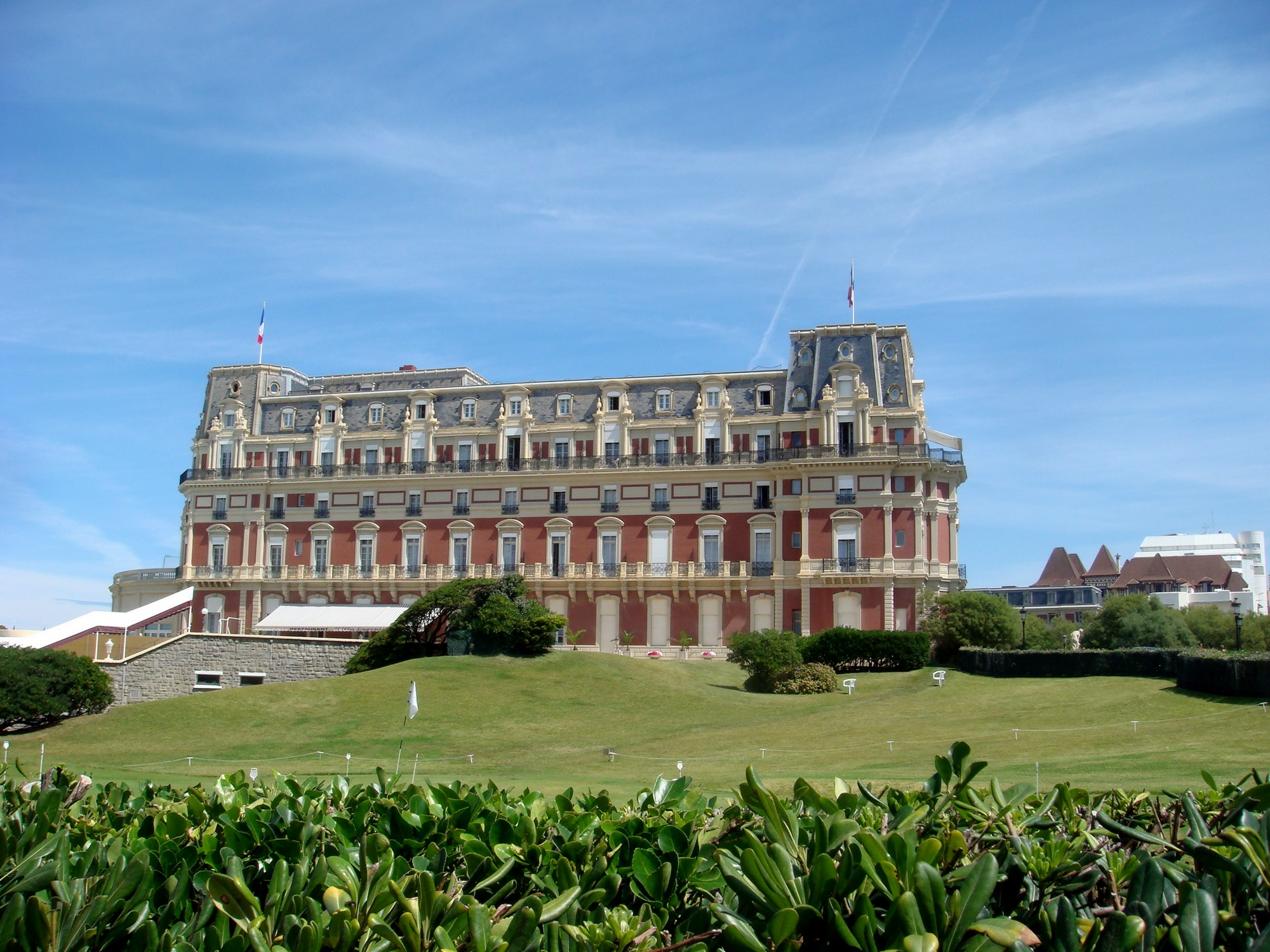
Hôtel du Palais.
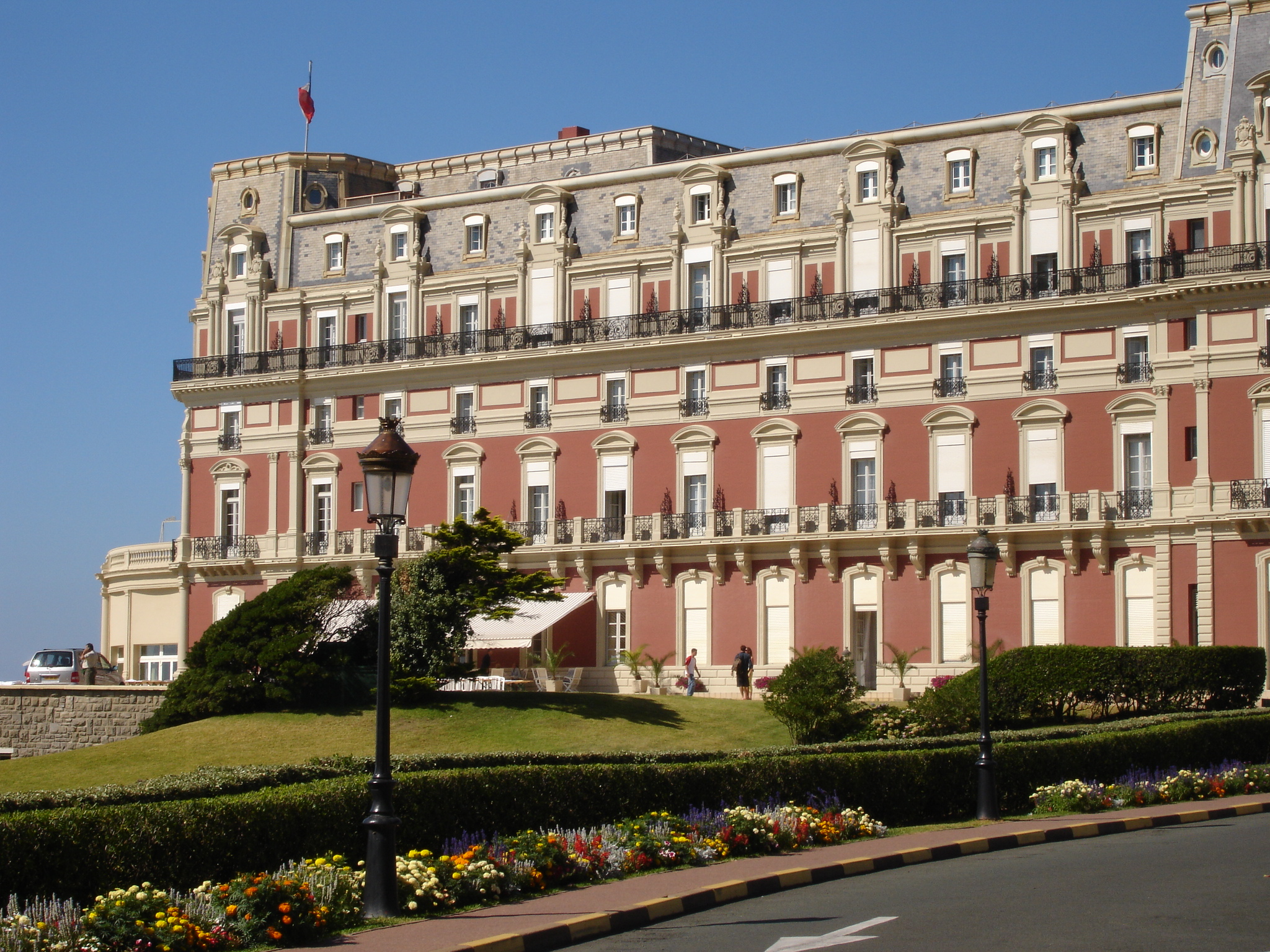
Hôtel du Palais.
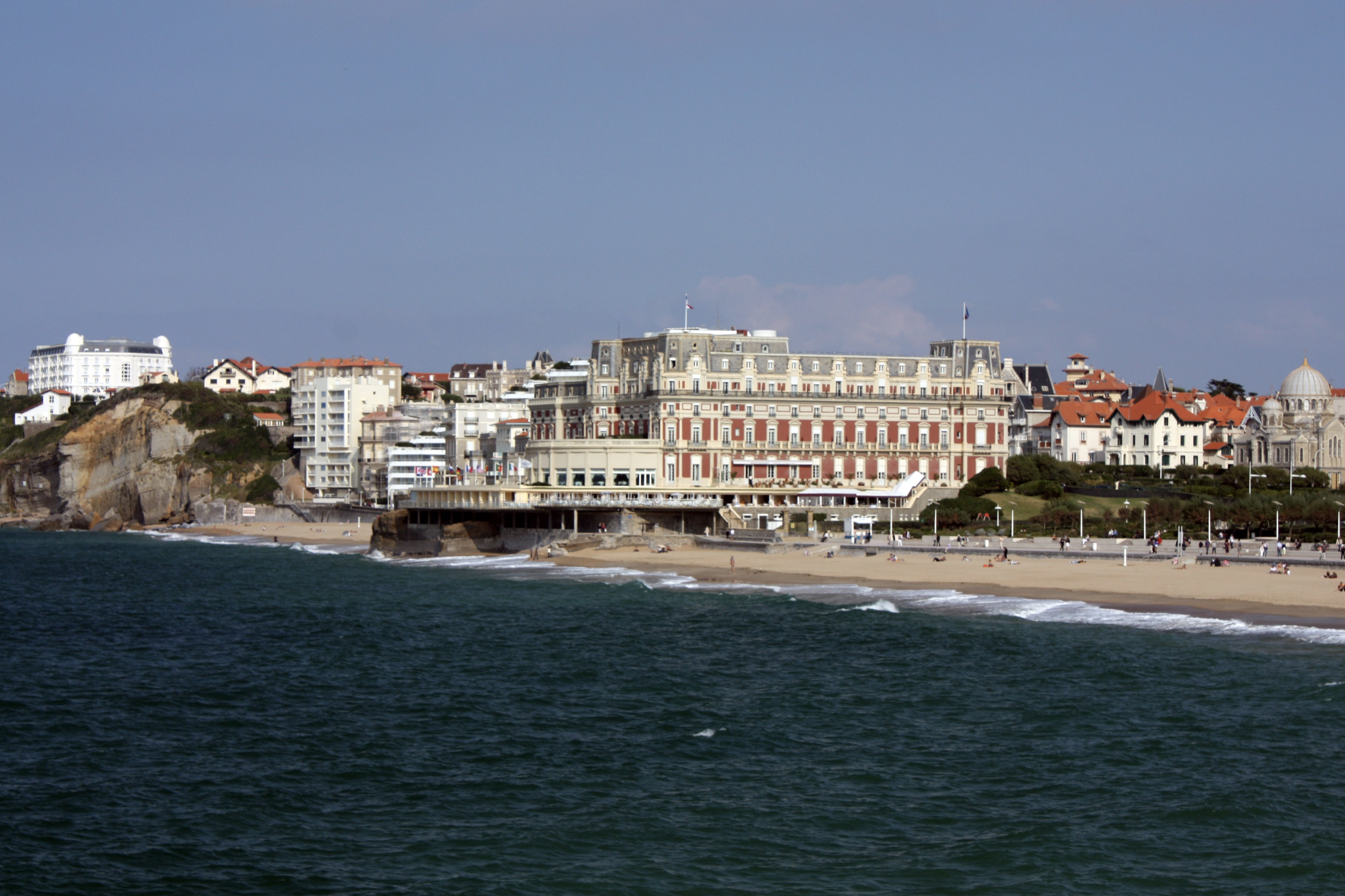
Hôtel du Palais visto desde el mar.
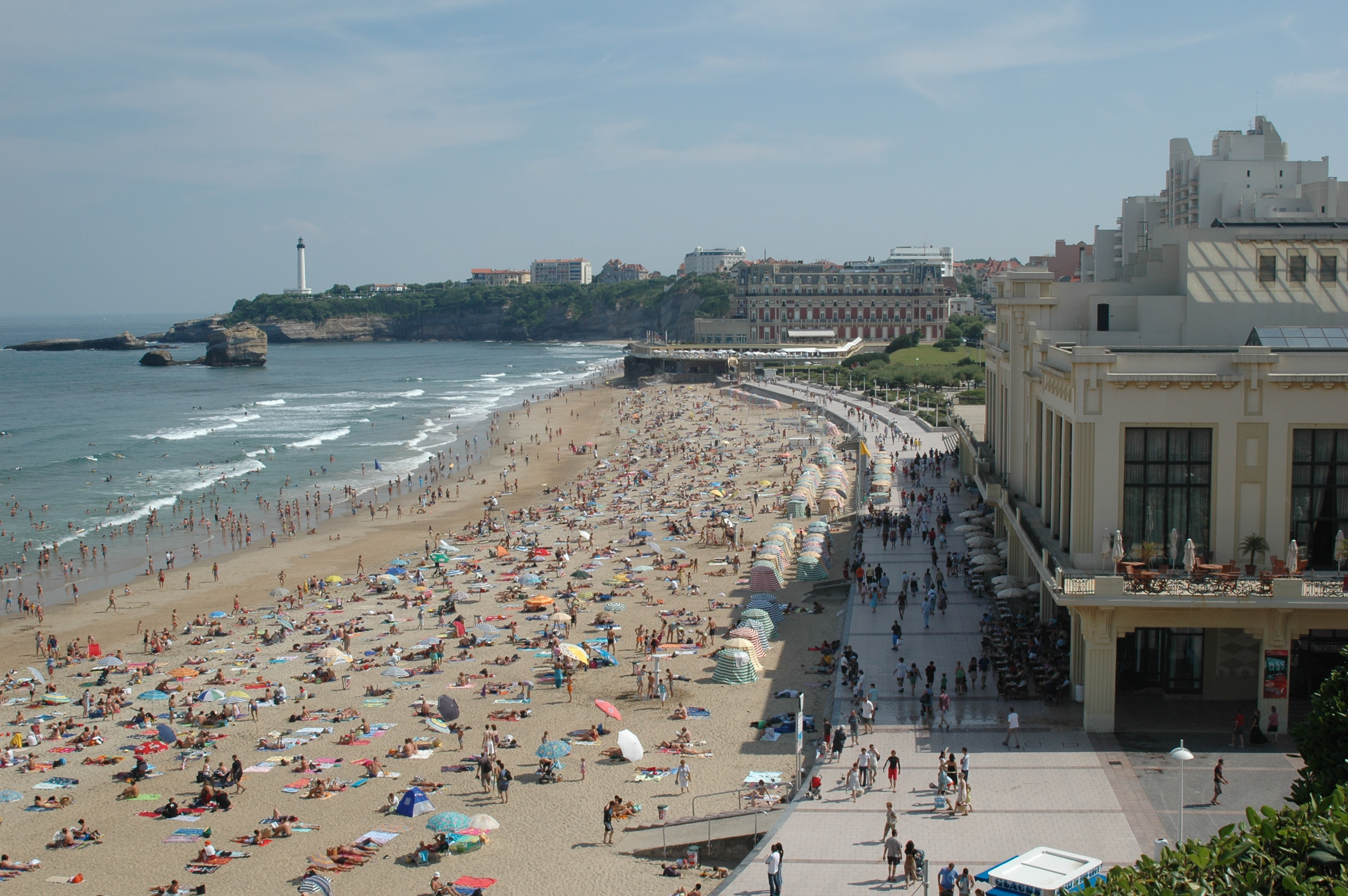
Playa.